# ماهلون دیکرسون
ماهلون دیکرسون (به انگلیسی: Mahlon Dickerson) سناتور سابق عضو حزب دموکرات ایالات متحده آمریکا بود. وی در سال ۱۸۱۷ تا ۱۸۲۴ و ۱۸۲۴ تا ۱۸۳۳ میلادی سناتور ایالت نیوجرسی در سنای ایالات متحده آمریکا بود.